# آلتی‌آغاج
آلتی‌آغاج (به لاتین: Altıağac) یک منطقهٔ مسکونی در جمهوری آذربایجان است که در شهرستان خیزی واقع شده‌است.

## دین
در مسجد جامع آلتی‌آغاج یک هیئت مذهبی وجود دارد.

## خصوصیات
آلتی‌آغاج ۱٬۱۸۰ نفر جمعیت دارد.